# Zasedba Filozofske fakultete (1971)
Zasedba Filozofske fakultete je ime za dogodek  med 26. majem in 2. junijem 1971, ko so študentje zasedli poslopje Filozofske fakultete v Ljubljani v sklopu akcije »Naše gibanje je boj za socializem«.

## Povod
Povod za zasedbo je bilo represivno delovanje policije proti politično dejavnim študentom. V mesecu aprilu so organizirali dva večja shoda: 14. aprila: shod proti ureditvi Aškerčeve ulice in 25. aprila: shod proti obisku predsednika Francije Chaban-Delmasa.

## Potek
Večja skupina študentov je tako zasedla poslopje, kjer so nato prebivali celoten čas zasedbe. Vsako jutro so na strehi izobesili komunistično zastavo ob petju Internacionale. Čez dan so organizirali srečanja, v nekaterih oddelkih pa so potekala tudi običajna predavanja.
Študentje so izdali javni Manifest zasedene Filozofske fakultete. Zahteve so bile med drugim: bolj aktivna vloga študentov pri vodenju Univerze, večja politična svoboda študentov, izpustitev zaprtih študentov (Frane Adam in Milan Jesih), ukinitev izpitov ...
Zasedba poslopja se je končala ob pričetku univerzitetnih počitnic.